# Nerol
O Nerol é o monoterpeno encontrado em muito dos óleos essenciais (como a erva-cidreira e o lúpulo). Ele foi originalmente isolado do óleo de néroli, donde veio seu nome. É um líquido incolor que possui aroma de rosa doce, sendo largamente usado na perfumaria, mas considerado mais refrescante.
Nerol é o cis- isômero do geraniol, em que a ligação dupla é trans. Ele facilmente perde água e forma o dipenteno. Pode ser sintetizado por pirólise de beta-pineno, resultando mirceno. A hidrocloração do mirceno resulta numa série de cloretos isoméricos, um deles converte-se ao acetato de nerila.